# Nasair
Nasair – erytrejska linia lotnicza z siedzibą w Asmarze, należąca do Nasair Group. Głównym węzłem jest port lotniczy Asmara. Linia powstała w 2006.
Flota:
- 2 Boeing 737-200
- 1 Boeing 757-200